# مسجد كيزيرسترات

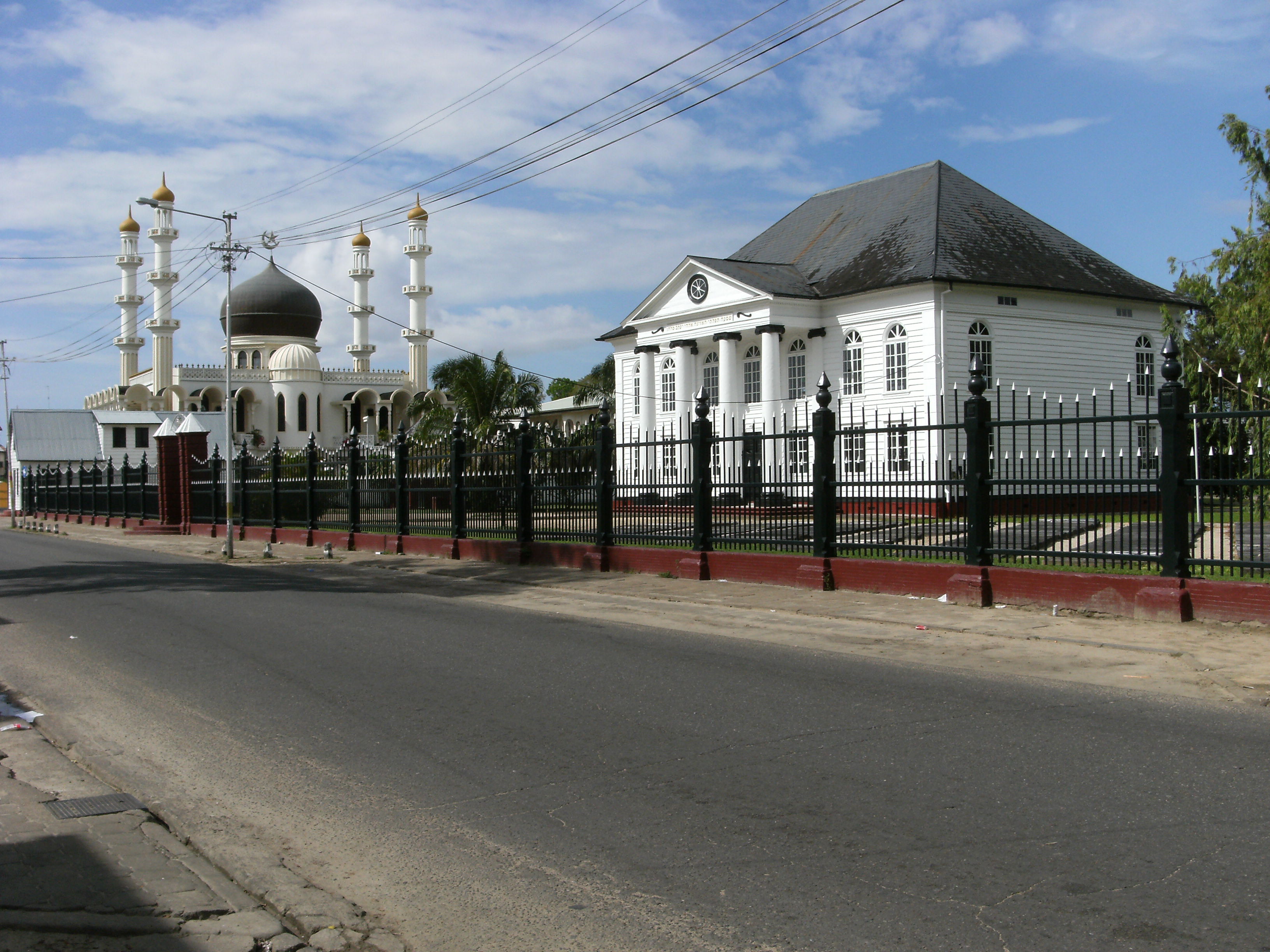
مسجد كيزيرسترات

مسجد كيزيرسترات (5°49′42.8″N 55°9′35.5″W / 5.828556°N 55.159861°W) يقع المسجد في شارع كيزيرسترات في سورينام.

## التاريخ
استقر المجتمع الإسلامي في مدينة باراماريبوعام 1929. أول مسجد، تم الانتهاء من بناء خشبي مستطيل مع المآذن، في عام 1932. أما المسجد الحالي تم الانتهاء من بناءه في عام 1984.

## وصلات خارجية
- Opening of Canjie Mosque in Guyana – The Canefield Ahmadiyya Culture Centre Mosque Opens نسخة محفوظة 11 نوفمبر 2011 على موقع واي باك مشين.
- Surinam - Una Cultura de Tolerancia[وصلة مكسورة], Diálogo, 14 marzo 2008
- City of Paramaribo, Keizerstraat
- City of Paramaribo, Keizerstraat 88